# Seznam dílů seriálu Ďáblův sluha
Toto je seznam dílů seriálu Ďáblův sluha. Americký komediálně-dramatický seriál Ďáblův sluha měl premiéru v letech 2007–2009 na americké stanici The CW.

## Přehled řad
| Řada | Díly | Premiéra v USA | Premiéra v USA  | Premiéra v ČR     | Premiéra v ČR     |
| Řada | Díly | První díl      | Poslední díl    | První díl         | Poslední díl      |
| ---- | ---- | -------------- | --------------- | ----------------- | ----------------- |
| 1    | 18   | 25. září 2007  | 20. května 2008 | 18. března 2008   | 1. listopadu 2008 |
| 2    | 13   | 3. března 2009 | 26. května 2009 | 7. listopadu 2009 | 19. prosince 2009 |

## Seznam dílů

### První řada (2007–2008)
| Č. v seriálu | Č. v řadě | Původní název            | Režie             | Scénář                                       | Premiéra v USA     | Premiéra v ČR     |
| ------------ | --------- | ------------------------ | ----------------- | -------------------------------------------- | ------------------ | ----------------- |
| 1            | 1         | Pilot                    | Kevin Smith       | Michele Fazekas a Tara Butters               | 25. září 2007      | 18. března 2008   |
| 2            | 2         | Charged                  | Peter Lauer       | Michele Fazekas a Tara Butters               | 2. října 2007      | 25. března 2008   |
| 3            | 3         | All Mine                 | Mike Rohl         | Jeffrey Vlaming                              | 9. října 2007      | 1. dubna 2008     |
| 4            | 4         | Magic                    | Ron Underwood     | Kevin Murphy                                 | 16. října 2007     | 8. dubna 2008     |
| 5            | 5         | What About Blob?         | Peter Lauer       | Thomas Schnauz                               | 23. října 2007     | 15. dubna 2008    |
| 6            | 6         | Leon                     | Victoria Hochberg | Craig DiGregorio                             | 30. října 2007     | 22. dubna 2008    |
| 7            | 7         | Love, Bullets & Blacktop | James Head        | Yolanda Lawrence                             | 6. listopadu 2007  | 29. dubna 2008    |
| 8            | 8         | The Cop                  | Peter Lauer       | David Babcock                                | 13. listopadu 2007 | 6. května 2008    |
| 9            | 9         | Ashes to Ashes           | Victoria Hochberg | Thomas Schnauz                               | 27. listopadu 2007 | 13. května 2008   |
| 10           | 10        | Cash Out                 | Stephen Cragg     | Yolanda Lawrence                             | 4. prosince 2007   | 20. května 2008   |
| 11           | 11        | Hungry for Fame          | James Head        | James Eagan                                  | 13. března 2008    | 27. května 2008   |
| 12           | 12        | Unseen                   | Michael Robison   | Treena Hancock a Melissa Byer                | 20. března 2008    | 3. června 2008    |
| 13           | 13        | Acid Queen               | James Head        | Alan Cross                                   | 27. března 2008    | 3. června 2008    |
| 14           | 14        | Rebellion                | Kevin Dowling     | Kevin Murphy a Craig DiGregorio              | 22. dubna 2008     | 18. října 2008    |
| 15           | 15        | Coming to Grips          | Michael Grossman  | Thomas Schnauz a Kevin Etten                 | 29. dubna 2008     | 19. října 2008    |
| 16           | 16        | Greg, Schmeg             | Jeff Melman       | Chris Black a Jeffrey Vlaming                | 6. května 2008     | 25. října 2008    |
| 17           | 17        | The Leak                 | John Fortenberry  | Chris Dingess                                | 13. května 2008    | 26. října 2008    |
| 18           | 18        | Cancun                   | Stephen Cragg     | Michele Fazekas, Tara Butters a Tom Spezialy | 20. května 2008    | 1. listopadu 2008 |

### Druhá řada (2009)
| Č. v seriálu | Č. v řadě | Původní název          | Režie                | Scénář                         | Premiéra v USA  | Premiéra v ČR      |
| ------------ | --------- | ---------------------- | -------------------- | ------------------------------ | --------------- | ------------------ |
| 19           | 1         | Episode IV: A New Hope | Stephen Cragg        | Craig DiGregorio               | 3. března 2009  | 7. listopadu 2009  |
| 20           | 2         | Dirty Sexy Mongol      | Ron Underwood        | Kevin Etten                    | 10. března 2009 | 8. listopadu 2009  |
| 21           | 3         | The Sweet Science      | Tom Cherones         | Chris Dingess                  | 17. března 2009 | 14. listopadu 2009 |
| 22           | 4         | The Favorite           | Kevin Dowling        | Michele Fazekas a Tara Butters | 24. března 2009 | 15. listopadu 2009 |
| 23           | 5         | I Want My Baby Back    | John Fortenberry     | Thomas Schnauz                 | 31. března 2009 | 21. listopadu 2009 |
| 24           | 6         | Underbelly             | Stephen Cragg        | Jeffrey Vlaming                | 7. dubna 2009   | 22. listopadu 2009 |
| 25           | 7         | The Good Soil          | Michael Patrick Jann | James Eagan                    | 14. dubna 2009  | 28. listopadu 2009 |
| 26           | 8         | The Home Stretch       | Bob Berlinger        | Craig DiGregorio a Kevin Etten | 21. dubna 2009  | 29. listopadu 2009 |
| 27           | 9         | No Reaper Left Behind  | Tom Spezialy         | Tom Spezialy                   | 28. dubna 2009  | 5. prosince 2009   |
| 28           | 10        | My Brother's Reaper    | Ron Underwood        | Chris Dingess                  | 5. května 2009  | 6. prosince 2009   |
| 29           | 11        | To Sprong, with Love   | Jamie Babbit         | Michele Fazekas a Tara Butters | 12. května 2009 | 12. prosince 2009  |
| 30           | 12        | Business Casualty      | Fred Gerber          | Marlana Hope a Matt Warshauer  | 19. května 2009 | 13. prosince 2009  |
| 31           | 13        | The Devil & Sam Oliver | Kevin Dowling        | Michael Daley                  | 26. května 2009 | 19. prosince 2009  |